# Guru Gobind Sing
Guru Gobind Sing (5. januar 1666 – 7. oktobar 1708), rođen Gobind Raj, bio je deseti sikski guru, duhovni učitelj, ratnik, pesnik i filozof. Kada je njegov otac Guru Teg Bahadur obezglavljen zbog odbijanja prelaska na islam, Guru Gobind Sing formalno je postavljen kao vođa Sika u svojoj devetoj godini, postajući deseti sikski Guru. Njegova četiri sina su poginula tokom njegovog života - dva u bici, a dva je pogubila Mogulska vojska.
Među njegovim zapaženim doprinosima sikizmu su osnivanje sikske ratničke zajednice zvane kalsa 1699. godine i uvođenje pet K, pet verskih predmeta koje kalsa Siki nose u svakom trenutku. Guru Gobind Sing zaslužan je za Dasam Grant čije su himne sveti deo sikskih molitvi i kalsa rituala. On je takođe je zaslužan za finaliziranje i osvećivanje Guru Grant Sahiba kao primarno sveto pismo sikizma i večnog Gurua.

## Porodica, detinjstvo i mladost
Gobind Sing je bio jedini sin Gurua Teg Bahadura, devetog sikskog gurua, i Mate Gujri. On je rođen je u Patni u Biharu 22. decembra 1666. godine, u porodici sodi kaste, dok je njegov otac bio u poseti Bengalu i Asamu. Njegovo rođeno ime bilo je Gobind Raj, a svetilište po imenu Takt Šri Patna Harimandar Sahib obeležava mesto kuće u kojoj se rodio i proveo prve četiri godine života. Njegova porodica se 1670. godine vratila u Pandžab, a u martu 1672. preselili su se u Čak Nanaki u podnožju Himalaja u Severnoj Indiji, zvanom Sivalikov opseg, gde se školovao.
Njegov otac Guru Teg Bahadur zamolio je Kašmirske Pandite 1675. godine da ga zaštite od fanatičnog progona Iftikar Kana, mogulskog guvernera Kašmira pod mogulim carem Aurangzebom. Teg Bahadur je razmatrao mirnu rezoluciju putem sastanka sa Aurangzebom, ali su ga njegovi savetnici upozorili da mu može biti ugrožen život. Mladi Gobind Raj, poznatiji kao Gobind Sing posle 1699. godine, savetovao je oca da niko nije vredniji da vodi i da se žrtvuje od njega. Njegov otac je pokušao, ali je bio uhapšen i javno obezglavljen u Delhiju 11. novembra 1675. po nalogu Aurangzeba zbog odbijanja prelaska na islam i tekućih sukoba između sikizma i Islamskog carstva. Posle ovog mučeništva, Siki su postavili mladog Gobind Raja za desetog sikskog gurua u Vajsakiju 29. marta 1676.
Guru Gobind Sing imao je tri žene:
- u 10. godini se oženio Mata Džitom 21. juna 1677. u mestu Basantgarh, 10 km severno od Anandpura. Par je imao tri sina: Džudžar Sing (rođen 1691), Zoravar Sing (rođen 1696) i Fateh Sing (rođen 1699).[26]
- sa 17 godina oženio se Mata Sundari 4. aprila 1684. u Anandpuru. Par je imao jednog sina, Ajit Sing (rođen 1687)[27]
- u 33. godini oženio se Mata Sahib Devan 15. aprila 1700. u Anandpuru. Nisu imali dece, ali ona je imala uticajnu ulogu u sikizmu. Guru Gobind Sing ju je proglasio majkom Kalse.[28]

## Literatura
- Singh, Gobind; Jasbir Kaur Ahuja (1996). The Zafarnama of Guru Gobind Singh. Mumbai: Bharatiya Vidya Bhavan. OCLC 42966940.
- Singh, Prof. Surinderjit (2003). Guru Gobind Singh's Zafarnamah. ISBN 978-81-7205-272-0.. Transliteration and Poetic Rendering in English. Singh Brothers, Amritsar. .
- Deora, Man Singh (1989). Guru Gobind Singh: a literary survey. New Delhi: Anmol Publications. ISBN 978-81-7041-160-4. OCLC 21280295.
- Grewal, J. S. (1998). The Sikhs of the Punjab. 2—3. Cambridge University Press. стр. 72. ISBN 978-0-521-63764-0.
- Jenkins, Everett (2000). The Muslim Diaspora (Volume 2, 1500-1799): A Comprehensive Chronology of the Spread of Islam in Asia, Africa, Europe and the Americas. McFarland. стр. 200. ISBN 978-1-4766-0889-1.
- Olson, Carl (2007). The Many Colors of Hinduism: A Thematic-historical Introduction. Rutgers University Press.
- Truschke, Audrey (2017). Aurangzeb: The Life and Legacy of India's Most Controversial King. Stanford University Press.
- Sri Dasam Granth Sahib: Questions and Answers: The book on Sri Dasam Granth Sahib